# Greenea
Greenea là một chi thực vật có hoa trong họ Thiến thảo (Rubiaceae).

## Loài
Chi Greenea gồm các loài: